# Пам'ятники Святошинського району
Ця стаття призначена для ознайомлення, зокрема візуального, з меморіалами, пам'ятниками, пам'ятними знаками і скульптурами в Святошинському районі столиці України міста Києва, а також подання коротких відомостей про них.
Сучасний Святошинський район — це значний міський науково-промисловий район; тут працюють важливі виробництва, науково-дослідницькі установи. Район і сьогодні є поєднанням історичних місцевостей, що раніше були окремими поселеннями. Са́ме науковий потенціал, а також історичні події і персоналії головних місцевостей району — Святошина й Борщагівки знайшли відображення найбільше в міській скульптурі та облаштуванні меморіальних місць.
Варто зазначити, що в радянський час у районі було вшановано переважно звитягу радянського народу у Німецько-радянській війні, хоча також були встановлені пам'ятники В. Вернадському (1981) та П. Нестерову (1989), а вже в наш час на рівні району вшанували жертв Голодомору, Чорнобильської трагедії (тут, на розі проспекту Перемоги і вулиці Чорнобильської, розташовано головний міський меморіал жертв Чорнобильської катастрофи), загиблих воїнів-«афганців» тощо.
У 2000-х роках у Святошинському районі з'явились пам'ятник Миколі Святоші (2006) та пам'ятний знак на честь Василя Стуса (2009), життя і діяльність яких були пов'язані якраз із місцевостями району.

## Галерея пам'ятників
Пам'ятники подаються у формі таблиці; за можливістю вказуються вихідні дані — розташування та точні географічні координати, дату встановлення, авторів, додаткові відомості тощо, наводяться фото. Всередині таблиць пам'ятники розміщені за іменами, кому або чому присвячені, а групуються за абеткою. Список є неповним і постійно редагується. До списку, зазвичай, не включаються пам'ятники (переважно бюсти) на території підприємств, натомість паркові, а також на території публічних і культових об'єктів, за можливістю, наводяться.
| Назва                                                                                     | Розташування | Координати                                                                      | Короткі відомості | Зображення                                                                               |
| ----------------------------------------------------------------------------------------- | --- | ------------------------------------------------------------------------------- | --- | ---------------------------------------------------------------------------------------- |
| Антонова Олега, погруддя                                                                  | на території ДП «Антонов», вулиці Академіка Туполєва, 1                                                                 | 50°27′44.4″ пн. ш. 30°23′41″ сх. д. / 50.462333° пн. ш. 30.39472° сх. д.        | Пам'ятник Олегу Костянтиновичу Антонову, на територій ДП Антонов. Антонов в задумливості схилився над кресленням. За місцевою легендою це креслення АН-38, яким насправді займався Ківа Д. С., сучасний (2012) генконструктор, за часів якого і було встановлено пам'ятник. | Пам'ятник Олегу Костянтиновичу Антонову                                                  |
| Вернадському Володимиру                                                                   | На розі проспекту Берестейського та бульвару Академіка Вернадського                                                     | 50°27′26.66″ пн. ш. 30°22′43.75″ сх. д. / 50.4574056° пн. ш. 30.3788194° сх. д. | Установлено 12 березня 1981 року. Автори монументу — скульптор Олександр Скобліков та архітектор Анатолій Ігнащенко. Фігуру вченого, що сидить, тримаючи в руці мінерал, витесано, разом з постаментом, з однієї монолітної брили червоного граніту. Загальна висота пам'ятника — понад 6 м. |                                                                                          |
| Вернадському Володимиру                                                                   | На пр. Академіка Палладіна, 32/34                                                                                       | 50°27′59.5″ пн. ш. 30°21′24.9″ сх. д. / 50.466528° пн. ш. 30.356917° сх. д.     | Погруддя встановлене перед центральним входом в будівлю Інституту загальної та неорганічної хімії ім. В. І. Вернадського НАН України. | Погруддя Володимира Вернадського                                                         |
| Воїнам-автомобілістам Радянської армії, що загинули в бою (1943 рік)                      | на вулиці Симиренка | 50°24′28″ пн. ш. 30°24′17″ сх. д. / 50.40778° пн. ш. 30.40472° сх. д.           | Скульптурна група присвячена воїнам Радянської армії, загиблим у бою з фашистами у 1943 році. Зображує червоноармійця, що обперся на бойовий автомобіль Jeep Willys, поруч — обеліск на місці братської могили 74 воїнів. На мармуровій плиті, трохи нижче обеліска, напис: «Тут поховані воїни Радянської армії, що загинули смертю хоробрих, захищаючи Батьківщину. 1943 рік.» Відкритий у 1985 році на заміну бетонній скульптурі 1958 року. Автори — архітектор Микола Кислий, скульптор Володимир Чепелик.                                                             |                                                                                          |
| Воїнам 206-ї стрілецької дивізії                                                          | Вулиця Гната Юри, 10Б, на території школи № 35                                                                          | 50°26′1.1″ пн. ш. 30°22′49.8″ сх. д. / 50.433639° пн. ш. 30.380500° сх. д.      | Пам'ятник воїнам 206-ї Корсунської Червонопрапорної орденів Суворова, Кутузова, Богдана Хмельницького стрілецької дивізії встановлено на шкільному подвір'ї в 1985 році до 40-річчя Перемоги зусиллями учнів та вчителів школи. За підсумками конкурсу, проведеного, серед учнів, було вибрано проект пам'ятника. Орден Вітчизняної війни було відлито з алюмінію коштом заводу столових наборів за розробленою учнями моделлю, а бетонну основу та бетонний щит було виготовлено за допомоги батьків та вчителів школи.                                                    |                                                                                          |
| Невідомому солдату                                                                        | на вулиці Академіка Єфремова неподалік рогу з проспектом Академіка Палладіна                                            | 50°27′54″ пн. ш. 30°21′12″ сх. д. / 50.46500° пн. ш. 30.35333° сх. д.           | Пам'ятник — солдат Радянської армії з опущеним автоматом. На дошці напис: Тут покоїться прах двадцяти п'яти воїнів визволителів міста Києва, що загинули в 1943 році під час бомбардування позицій фашистською авіацією; поруч дошка з іменами загиблих. Встановлений 8 травня 1997 року. Скульптор Галина Масальська, архітектор Микола Кислий. |                                                                                          |
| Воїнам-визволителям                                                                       | на вулиці Олександра Махова, 6Г                                                                                         | 50°24′53.2″ пн. ш. 30°23′58.0″ сх. д. / 50.414778° пн. ш. 30.399444° сх. д.     | Пам'ятник виготовлений з бетону, він зображає солдата Радянської армії з каскою в руці. Розташований у дворі школи № 223. Напис на постаменті: Слава Героям павшим в боях за свободу Родины ((укр.)). | Пам'ятник воїнам-визволителям на вулиці Жолудєва                                         |
| Горькому Максиму                                                                          | на просп. Берестейському, 67                                                                                            | 50°27′19.7″ пн. ш. 30°24′15.2″ сх. д. / 50.455472° пн. ш. 30.404222° сх. д.     | Повнофігурний бронзовий пам'ятник Максиму Горького встановлено за головною прохідною Заводу верстатів та автоматів імені Максима Горького (нині ВАТ «Веркон»). |                                                                                          |
| Жертвам Голодомору 1932—33 років мешканцям села Біличі, пам'ятний хрест.                  | на розі вулиць Чорнобильської і Академіка Єфремова (з боку Чорнобильської вулиці)                                       | 50°27′49″ пн. ш. 30°20′45″ сх. д. / 50.46361° пн. ш. 30.34583° сх. д.           | У селі Біличі, яке зараз входить до складу Києва як мікрорайон новобудов Святошинського району, під час штучно інспірованого радянською владою Голодомору в Україні 1932—1933 років померло 250 осіб. На честь померлих споруджено дерев'яний хрест. |                                                                                          |
| Жертвам Голодомору 1932—33 років мешканцям села Братська Борщагівка, пам'ятний хрест.     | на розі вулиць Симиренка та Григоровича-Барського біля Братського кладовища (Братська Борщагівка)                       | 50°24′39.2″ пн. ш. 30°23′45.1″ сх. д. / 50.410889° пн. ш. 30.395861° сх. д.     | У селі Братська Борщагівка, яке зараз входить до складу Києва як мікрорайон новобудов Святошинського району, під час штучно інспірованого радянською владою Голодомору в Україні 1932—1933 років померло 200 осіб. На честь померлих споруджено дерев'яний хрест. |                                                                                          |
| Жертвам Голодомору 1932—33 років мешканцям села Михайлівська Борщагівка, пам'ятний хрест. | на розі вулиці Симиренка та проспекту Академіка Корольова (Михайлівська Борщагівка)                                     | 50°24′36.30″ пн. ш. 30°24′48.00″ сх. д. / 50.4100833° пн. ш. 30.4133333° сх. д. | У селі Михайлівська Борщагівка, яке зараз входить до складу Києва як мікрорайон новобудов Святошинського району, під час штучно інспірованого радянською владою Голодомору в Україні 1932—1933 років померло 270 осіб. На честь померлих споруджено дерев'яний хрест. |                                                                                          |
| Загиблим у Афганістані воїнам-«афганцям», меморіал                                        | на розі вулиць Академіка Єфремова та Чорнобильської (з боку Академіка Єфремова) у Біличах                               | 50°27′50″ пн. ш. 30°20′46″ сх. д. / 50.46389° пн. ш. 30.34611° сх. д.           | Меморіал встановлено коштом виробничого концерну Воєнторг ДіСі. |                                                                                          |
| Залізняку Максимові, пам'ятний знак                                                       | на вулиці Максима Залізняка                                                                                             | 50°27′57.4″ пн. ш. 30°22′12.2″ сх. д. / 50.465944° пн. ш. 30.370056° сх. д.     | Пам'ятний знак керівникові Коліївщини Максимові Залізняку встановлений на вулиці, що носить його ім'я | Пам'ятний знак Максимові Залізняку                                                       |
| Захисникам і визволителям Києва                                                           | на вулиці Генерала Наумова, 35А                                                                                         | 50°28′11.39″ пн. ш. 30°19′53.76″ сх. д. / 50.4698306° пн. ш. 30.3316000° сх. д. | Пам'ятник у вигляді фігури воїна з прапором встановлений на території школи № 72. На табличці присвята: «Воїнам України загиблим у 1941—1943 р.р. при захисті та визволенні міста Києва». |                                                                                          |
| Кінному трамваю                                                                           | неподалік трамвайного депо на проспекті Академіка Корольова                                                             | 50°24′46.2″ пн. ш. 30°24′36.3″ сх. д. / 50.412833° пн. ш. 30.410083° сх. д.     | Був споруджений до 100-річчя київського трамвая і знаходився на території депо ім. Шевченка на вулиці Антоновича, 54. Після перенесення депо на Борщагівку у 2005 році пам'ятник був встановлений на нинішньому місці. | Пам'ятник кінному трамваю                                                                |
| Ковпака Сидора, погруддя                                                                  | Львівська вулиця, 25, перед будівлею Гімназії східних мов № 1                                                           | 50°27′11.7″ пн. ш. 30°21′54.1″ сх. д. / 50.453250° пн. ш. 30.365028° сх. д.     | Бронзове погруддя двічі Героя Радянського Союзу Сидора Ковпака встановлене ліворуч від входу до школи-інтернату № 1 (нині Гімназія східних мов № 1). |                                                                                          |
| Макаренка Антона, погруддя                                                                | Львівська вулиця, 25, перед будівлею Гімназії східних мов № 1                                                           | 50°27′10.6″ пн. ш. 30°21′54.3″ сх. д. / 50.452944° пн. ш. 30.365083° сх. д.     | Бронзове погруддя українського та радянського педагога Антона Макаренка встановлене праворуч від входу до школи-інтернату № 1 (нині Гімназія східних мов № 1). |                                                                                          |
| Миколі Святоші                                                                            | неподалік будівлі Святошинської райради та держадміністрації на проспекті Берестейському                                | 50°27′23″ пн. ш. 30°22′47″ сх. д. / 50.45639° пн. ш. 30.37972° сх. д.           | Зведений за рахунок районної ради міста. Встановлений урочисто 17 лютого 2006 року. |                                                                                          |
| Нестерову Петру                                                                           | біля головного корпуса заводу «АВІАНТ» на проспекті Берестейському, 100                                                 | 50°27′30″ пн. ш. 30°23′40″ сх. д. / 50.45833° пн. ш. 30.39444° сх. д.           | Споруджений у 1989 році перед будинком Авіаційного виробничого об'єднання імені Олега Антонова. Саме тут містився аеродром, на якому славетний ас виконав свою «мертву петлю». Автори експресивного монументу — скульптор Євген Карпов та архітектор Анатолій Сницарев. |                                                                                          |
| Олімпійському ведмедику                                                                   | на 19 кілометрі Житомирського шосе                                                                                      | 50°26′54.58″ пн. ш. 30°15′34.46″ сх. д. / 50.4484944° пн. ш. 30.2595722° сх. д. | Пам'ятник Олімпійському ведмедику-талісману Літніх Олімпійських ігор 1980 у Москві встановлений на в'їзді до Києва з боку Житомира, через який до Києва приїхала естафета Олімпійського вогню | Пам'ятник Олімпійському ведмедику                                                        |
| «Пам'ятник Жертвам Чорнобильської трагедії», меморіальний комплекс                        | на розі проспекту Берестейського і вулиці Чорнобильської                                                                | 50°27′19″ пн. ш. 30°20′50″ сх. д. / 50.45528° пн. ш. 30.34722° сх. д.           | |                                                                                          |
| Партизанам, пам'ятний знак                                                                | на вул. Симиренка, 16                                                                                                   | 50°24′38.91″ пн. ш. 30°23′49.48″ сх. д. / 50.4108083° пн. ш. 30.3970778° сх. д. | Пам'ятний знак партизанам складається з контурної карти України, двох гвинтівок та напису «Слава героям-партизанам». Початково був встановлений на виїзді з Києва навпроти пам'ятного знаку початку героїчної оборони Києва (21 км Житомирського шосе), проте у вересні 2012 року переміщений у новостворений Сквер партизанської слави на Південній Борщагівці. | Пам'ятний знак партизанам                                                                |
| Прип'ятчанам, пам'ятний знак                                                              | вул. Якуба Коласа, 27, біля будинку № 29                                                                                | 50°26′16.85″ пн. ш. 30°23′5.9″ сх. д. / 50.4380139° пн. ш. 30.384972° сх. д.    | Відкрито урочисто 26 квітня 2002 року. Пам'ятний знак відселенцям із Прип'яті у мікрорайоні на Борщагівці, де їм було надано житло на заміну втраченого. Присвячено мешканцям міста Прип'ять з нагоди 16 річниці Чорнобильської катастрофи. Відкриття ініціювали ГО «Союз Чорнобиль України» та ГО «Діти Чорнобиля» Святошинського району міста Києва за сприяння депутатів ВР України, Київської міської ради та Святошинської РДА в місті Києві. Автор проекту — художник Зикунов П. О.                                                                                   | Пам'ятний знак прип'ятчанам                                                              |
| Робітникам авіазаводу, загиблим у Великій Вітчизняній війні                               | на території заводу «Антонов» (проспект Перемоги, 100)                                                                  | 50°27′32.77″ пн. ш. 30°23′33.45″ сх. д. / 50.4591028° пн. ш. 30.3926250° сх. д. | Встановлений на честь працівників авіазаводу, які загинули в роки Німецько-радянської війни 1941—1945 років. Являє собою гранітну стелу з рельєфами трьох облич та написом «Сотрудникам погибшим в Великой Отечественной Войне за честь, свободу и независимость нашей Родины». Пам'ятка історії місцевого значення |                                                                                          |
| Робітникам заводу ім. Горького, загиблим у Великій Вітчизняній війні                      | на вул. Червонозаводській                                                                                               | 50°27′20.9″ пн. ш. 30°24′12.9″ сх. д. / 50.455806° пн. ш. 30.403583° сх. д.     | Пам'ятник працівникам Верстатобудівного заводу ім. Горького, загиблим у роки Німецько-радянської війни 1941—1945 років, встановлений біля головної прохідної заводу на вулиці Червонозаводській. Поряд з пам'ятником встановлена стела з прізвищами загиблих. Відкритий у 1970 році, пам'ятка монументального мистецтва місцевого значення. Автори — скульптор Анатолій Білостоцький, архітектор Тарас Довженко. | Пам'ятник загиблим верстатобудівникам                                                    |
| Робітникам заводу «Червоний екскаватор», загиблим у Великій Вітчизняній війні             | на території заводу (проспект Перемоги, 83/2)                                                                           |                                                                                 | Встановлений у 1975 році на честь працівників заводу «Червоний екскаватор», загиблих у роки Німецько-радянської війни 1941—1945 років. Пам'ятка історії та монументального мистецтва місцевого значення |                                                                                          |
| Робітникам і службовцям заводу «Комунмаш», загиблим у Великій Вітчизняній війні           | вулиця Пшенична, 4 | 50°25′41.05″ пн. ш. 30°24′2.73″ сх. д. / 50.4280694° пн. ш. 30.4007583° сх. д.  | Встановлений у 1973 році на честь робітників і службовців заводу «Комунмаш», загиблих у роки Німецько-радянської війни 1941—1945 років. Пам'ятка історії місцевого значення |                                                                                          |
| Семененка Миколи Пантелеймоновича, погруддя                                               | проспект Академіка Палладіна, 34, перед будівлею Інституту геохімії, мінералогії та рудоутворення імені М. П. Семененка | 50°28′4.4″ пн. ш. 30°21′24″ сх. д. / 50.467889° пн. ш. 30.35667° сх. д.         | Погруддя Семененка Миколи Пантелеймоновича встановлене 16 листопада 2005 року. Виготовлене в 1970-х скульптором Олександром Скобліковим. |                                                                                          |
| Алегорія солідарності, пам'ятний знак                                                     | на території клініки Наукового центру радіаційної медицини по проспекту Берестейському, 119—121                         | 50°27′16.2″ пн. ш. 30°21′46.6″ сх. д. / 50.454500° пн. ш. 30.362944° сх. д.     | Мармур. Робота скульптора Дж. Оліветті. Напис на пам'ятній табличці італійською та російською мовами: AMICIZIA E SOLIDARIETA. A RICORDO G. Oliveti «Allegoria della solidarieta» FARE ARTE. / Дж. Оливетти «Аллегория солидарности» Дружба и Солидарность. На память. Флоренция 1966 г. Чернобыль-Киев 1986 г. Відкрито 1986 року. |                                                                                          |
| Стусу Василю, пам'ятний знак                                                              | у сквері імені Василя Стуса між проспектами Берестейським і Академіка Палладіна                                         | 50°27′15.4″ пн. ш. 30°21′36.0″ сх. д. / 50.454278° пн. ш. 30.360000° сх. д.     | Відкрито урочисто 21 травня 2009 року. На церемонії відкриття пам'ятного знака на честь українського поета Василя Стуса була присутня його вдова, Валентина Василівна. На місці скверу ім. Стуса, створення якого на незабудованій ділянці, було ініційоване громадськістю району і міста, в 1960–70-х роках стояв будинок, де на другому поверсі разом із дружиною та сином жив Стус. Пам'ятний знак виготовлено за кошти, зібрані жителями Святошинського району. Він являє собою меморіальний камінь із викарбуваними на ньому роками життя та зображенням Василя Стуса. |                                                                                          |
| Танкістам, пам'ятний знак                                                                 | на вулиці Генерала Наумова, 35Б                                                                                         | 50°28′13.13″ пн. ш. 30°19′48.91″ сх. д. / 50.4703139° пн. ш. 30.3302528° сх. д. | Пам'ятний знак танкістам у вигляді башти від танку Т-10 встановлено в 1984 році перед школою № 230 за ініціативи батьків та педагогічного колективу школи. | Пам'ятний знак танкістам                                                                 |
| Францевича Івана, погруддя                                                                | на вул. Омеляна Пріцака, 3                                                                                              | 50°28′9.2″ пн. ш. 30°22′10.7″ сх. д. / 50.469222° пн. ш. 30.369639° сх. д.      | Погруддя матеріалознавця Івана Францевича встановлено за головною прохідною Інституту проблем матеріалознавства імені І. М. Францевича НАН України, який він заснував і який носить його ім'я. | Погруддя Івана Францевича                                                                |
| на місці оперативного відділу командного пункту Південно-Західного фронту, пам'ятний знак | біля будинку на вулиці Верховинній, 80                                                                                  | 50°27′6.2″ пн. ш. 30°21′15.69″ сх. д. / 50.451722° пн. ш. 30.3543583° сх. д.    | Встановлено у 1974 році на місці, де в 1941 році знаходився оперативний відділ командного пункту Південно-Західного фронту. Пам'ятка історії місцевого значення | Пам'ятний знак на місці оперативного відділу командного пункту Південно-Західного фронту |
| на місці хутору Любки, пам'ятний знак                                                     | неподалік річки Любка, за 1 км на південь від залізниці Київ—Коростень                                                  | 50°29′44.39″ пн. ш. 30°18′1″ сх. д. / 50.4956639° пн. ш. 30.30028° сх. д.       | Гранітна стела встановлена у 1980 році на місці, де знаходився хутір Любка, спалений німецькими військами в 1943 році. Пам'ятка історії місцевого значення | Пам'тний знак на місці хутору Любки                                                      |
| початку героїчної оборони Києва, пам'ятний знак                                           | на 21 кілометрі Житомирського шосе                                                                                      | 50°26′51.88″ пн. ш. 30°14′32.27″ сх. д. / 50.4477444° пн. ш. 30.2422972° сх. д. | Встановлено у 1975 році на місці, де в 1941 році проходила перша лінія Київського укріпленого району. Представляє гранітну стелу, на якій зображена схема Київського укріпленого району, увінчану червоною зіркою. Пам'ятка історії місцевого значення |                                                                                          |
| першому серійному АН-2, пам'ятний знак та технічна пам'ятка                               | на території ДП «Антонов», вулиці Академіка Туполєва, 1                                                                 | 50°27′45″ пн. ш. 30°23′42″ сх. д. / 50.46250° пн. ш. 30.39500° сх. д.           | Літак-пам'ятник, а також бетонний пам'ятний знак, що встановлені на честь першого серійного АН-2. Тому на літаку вказано несправжній серійний номер CCCP-1947. Напис на пам'ятному знаку: «АН-2. С постройки этого самолета началась деятельность предприятия». | Пам'ятник першому серійному АН-2                                                         |
| АН-2, технічна пам'ятка                                                                   | на території «Серійного Заводу Антонов», проспект Берестейський, 100                                                    | 50°27′57″ пн. ш. 30°23′19″ сх. д. / 50.46583° пн. ш. 30.38861° сх. д.           | Пам'ятник Ан-2 розташовано на територій «Серійного заводу Антонов», у минулому КиДАЗ «Авіант», «КиАПО». Встановлено у другій половині 2004, або першій 2005 року. Реєстраційний номер літака UR-01453. На постаменті є пам'ятна табличка. | Пам'ятник АН-2.jpg                                                                       |